# Ibalonius quadriguttatus
Ibalonianus quadriguttatus is een hooiwagen uit de familie Podoctidae. De originele naamcombinatie (protoniem) is Ibalonius quadriguttatus Hirst, 1912. Een volgende naamrecombinatie werd gepubliceerd als Ibalonianus quadriguttatus (Hirst, 1912) in Roewer 1923 (welke veel later wordt weerspiegeld in sommige online bronnen), maar vervolgens gewijzigd als Batjanellus quadriguttatus (Hirst, 1912) in Roewer 1949, maar deze werd later weer teruggedraaid in Suzuki, 1977.